# Nancy kötöttpályás buszhálózata
Nancy kötöttpályás buszhálózata (francia nyelven: Transport léger guidé de Nancy) egy kötöttpályás buszhálózat volt Nancy városában. A hálózat egy vonalból állt, melynek hossza 11,1 km volt. A városban 25 Bombardier TVR sorozatú jármű közlekedett felsővezetékes 750 voltos egyenáramú áramrendszerrel.
Az egy vonalból álló hálózat 2022-ben megszűnt, helyét hagyományos villamosüzem vette át.

## Története
A rendszert a trolibuszhálózat kiváltásaként vezették be. 2000-ben kezdődött meg a 11,1 km hosszú vonal üzemeltetése. A rendszernek problémái voltak a járművek kisiklásával, valamint az útburkolat nagymértékű kopásával. 2018-ban 12 járművet Caenből Nancyba szállítottak át pótalkatrészdonorként való használatra. 2018-ban a rendszerben 12 járművet helyeztek át Nancyba.

### Tervezett bezárás és pótlás
A jelenlegi rendszert hagyományos, alacsonypadlós villamosrendszerrel váltották fel. A kötöttpályás busz üzemeltetése  2021-ben ért véget.

## Járművek
A rendszer gumikerekes, háromrészes csuklós járműveket használt. A járművek felsővezetékből kapták az áramot, képesek voltak a központi vezetősín nélkül is közlekedni.

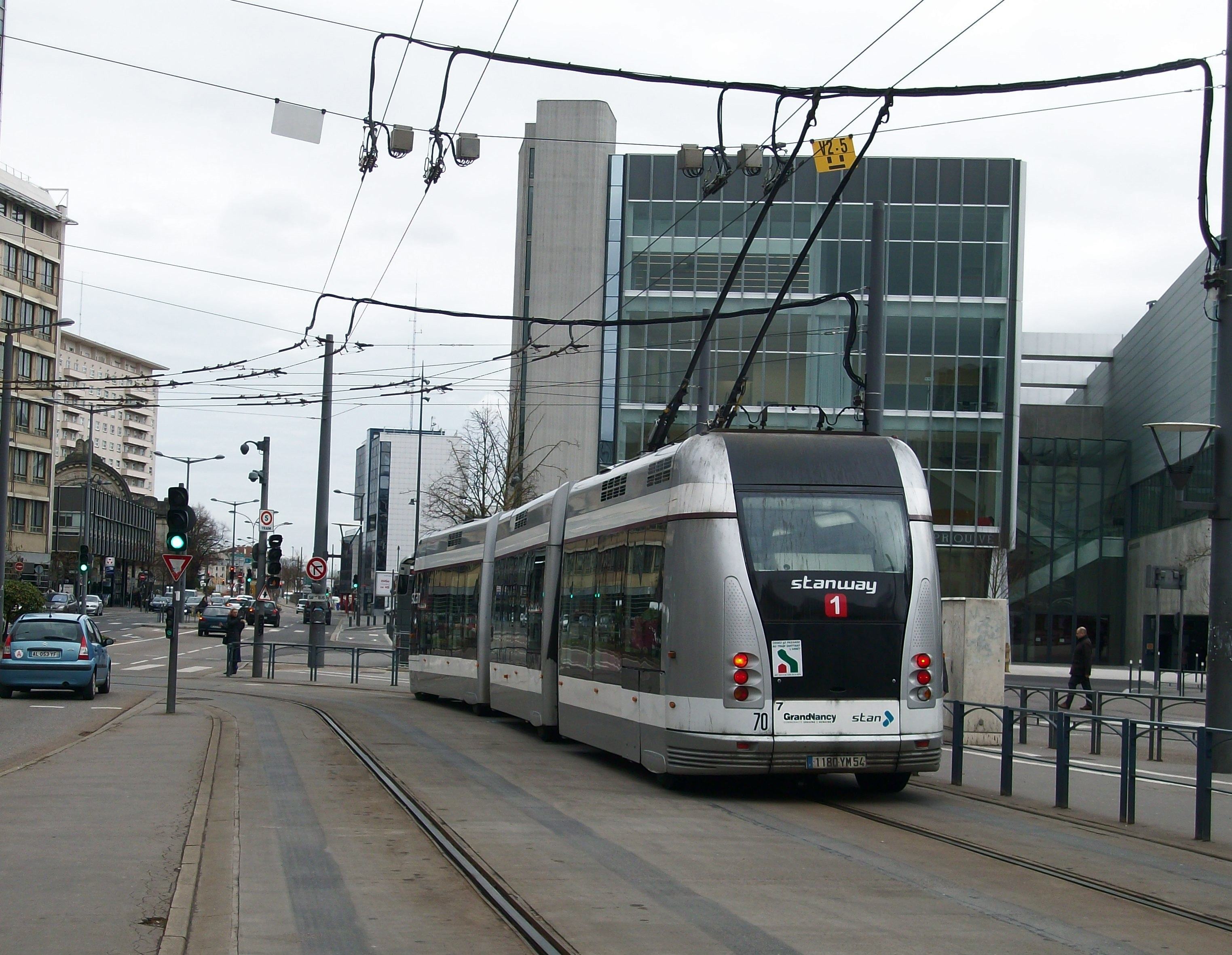
A szerelvény és a kétpólusú felsővezeték-rendszer
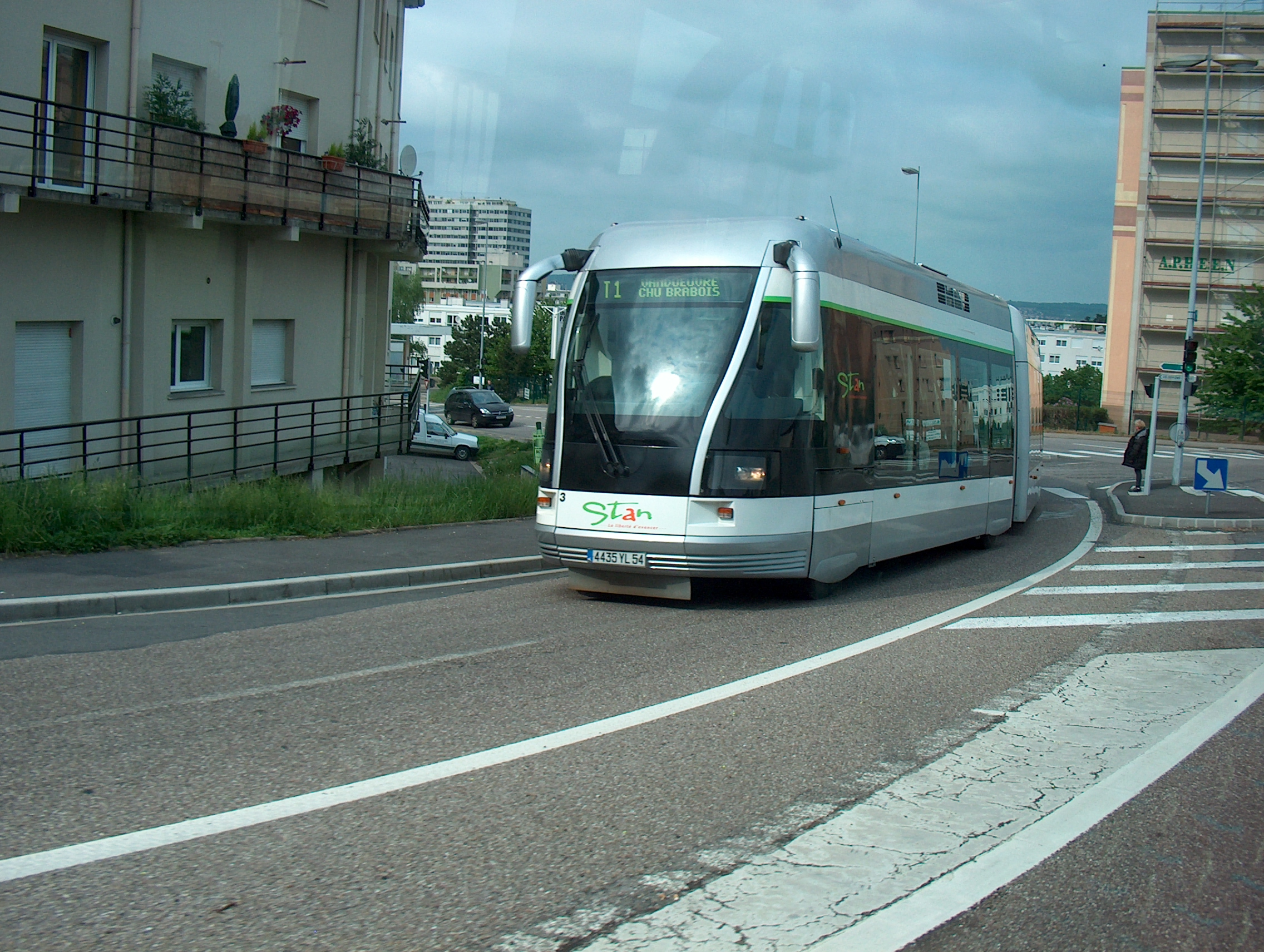
Vezető sínpár nélkül futó szerelvény